# Viledia
Viledia, monotipski fosilni rod mahovnjača iz kasnog perma. Njegova jedina vrsta V. minuta otkrivena je u Rusiji i opisana 1990.
Rod je smješten u red Dicranales, a porodična pripadnost još nije poznata.